# Temesvár
Temesvár (németül: Temeswar, románul: Timișoara  [timiˈʃo̯ara], horvátul: Temišvar, a bánsági bolgárok nyelvén: Timišvár, szerbül: Темишвар) város Romániában, a Bánságban. Az egykori Temes vármegye és a mai Temes megye székhelye. 250 849 lakosával Románia harmadik legnépesebb városa. A Duna–Körös–Maros–Tisza Eurorégió földrajzi középpontjában fekszik, és annak legnépesebb városa.
A város földrajzi fekvésének köszönhetően a történelem során stratégiai fontosságú hely volt. Éghajlata kontinentális, de a mediterrán hatás is érzékelhető.
Első hiteles írásos említése 1266-ból származik, amikor a Magyar Királysághoz tartozott. A 16. században az Oszmán Birodalom elfoglalta, majd két évszázad múlva ismét a Magyar Királyság része lett. 1920-ban a trianoni békeszerződés Romániának ítélte a várost. A második világháború után Temesvár történetének legfontosabb eseménye az 1989-es romániai forradalom kirobbanása volt.
Temesvár többnemzetiségű város. A románok mellett magyarok, németek, szerbek, szlovákok, ukránok, illetve az utóbbi években kis mértékben olaszok is lakják. Lakosságának lélekszáma az 1990-es évek óta folyamatosan csökken. Kulturális és különösen az építészeti gazdagsága miatt „Kis Bécsnek” is nevezik.
Temesvár a 18. századra komoly gazdasági központ lett, és a 21. században is a gazdaság viszonylagos fejlettségének köszönhetően életszínvonala a negyedik helyet foglalja el a romániai városok között.

## Nevének eredete

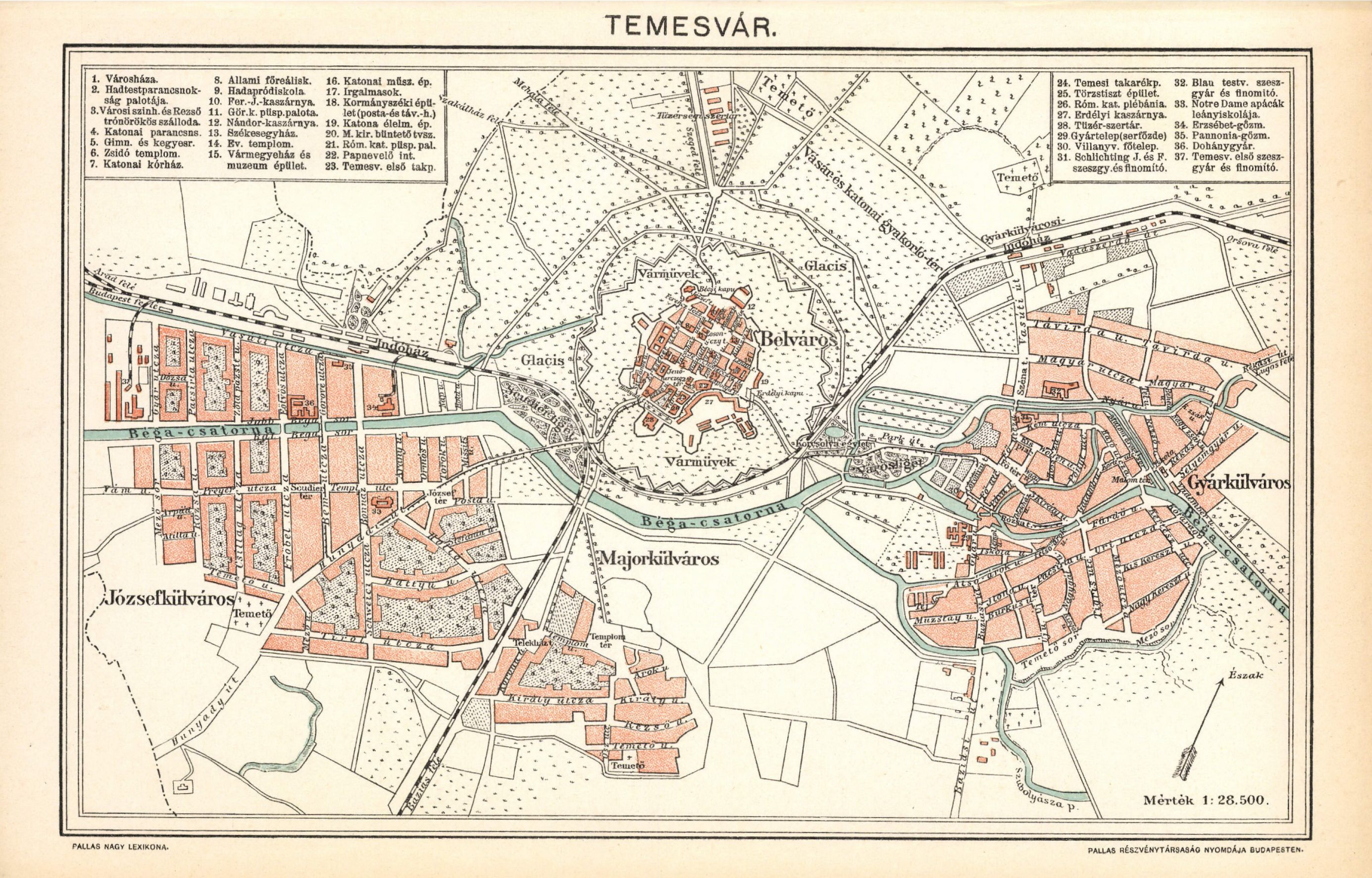
Temesvár város térképe, Trianon előtt

Temesvár neve a Temes folyó nevéből ered, a középkorban ugyanis a folyó egyes ágai a mai város területén folytak át. A román Timișoara a magyar Temesvár szóból származik, mint ahogy a német Temeswar és a szerb megnevezés is.

## Dokumentált történelmi nevei
- 1212: Castrum Temesiensis,[4][5] illetve castrum regium Themes[6]
- 1266: terra castri de Tymes, illetve castrenses de Tymes
- 1315: Temeswar
- 1315. május 7.: Themuswar
- 1323: castrum nostrum (regis) de Thumuswar
- 1349: Temesuar, Tömösvar, Temesvar
- 1440. október 4.: Themeswar
- 1596: Temeswar
- 1808: Temesvarinum, Temesvár, Temeschwar, Timisioára[6]
- 1867–1918: Temesvár
- 1918–1919: Temišvar
- 1919 óta: Timişoara[7]

## Címer
A város első címere a Magyar Királyság első ismert címere volt, amelyet 1365-ben adományozott I. Lajos magyar király. Az idők folyamán többször változott, a mai a változatok keveréke.
A címer leírása:
„Vágott pajzs; a felső, hasított mezőben az első negyed vörös alapján kék hullámok felett, kétíves ezüst hídon arany oroszlán jobbfelé halad; a második negyedben kék alapon ezüst várfal, ormós kúp alakú toronnyal, két kerek, fekete ablakkal, vörös tetővel és nyílt kapuval, melyben fekete kútkerék van; a torony ormóiból jobbra vörös, ezüst keresztes zászló, balra a sárga sávján lyukas román trikolór lóg ki.
A címer alsó részén, kék alapon, szabálytalan határvonalas ezüst város vörös ház- és toronytetőkkel, zöld pázsitos mezőn, melyen jobbra ezüst, sávos folyó folyik, és amely felett jobboldalt arany sugaras emberarcú nap, baloldalt pedig ezüst fogyó hold van, mindez perspektívában rajzolva.
A pajzs felett hétormós ezüst falkorona van.”
A címer jelképei:
- Az oroszlánt és a hidat Olténia címeréből vették át, ezzel a város Romániához való kötődését jelképezve.
- A zászlós torony azt jelképezi, hogy Európában elsőként ebben a városban működött központosított ivóvízellátás; a lyukas trikolór az 1989-es román forradalomra utal.
- A város körvonala Temesvár régi várát eleveníti fel.
- A hétormós koronafal arra utal, hogy Temesvár megyei jogú város.

## Fekvése
A Kárpát-medence délkeleti részén, a Bánság közepén helyezkedik el a Béga és a Temes folyók mellett. (Előbbi keresztülfolyik a városon, utóbbi tőle délre kanyarog.) E két folyó a 18. századig a történelmi belváros területét mocsarakkal vette körül. A város jól védhető volt, azonban könnyen terjedtek a járványok, fertőzések. Emiatt a város nem fejlődött. A 18. században a mocsarakat lecsapolták úgy, hogy szabályozták a folyókat. Többek között a Temes folyónak új medret ástak, és létrehozták a Béga-csatornát. A kiszárított területek lehetővé tették az építkezéseket. Geológiailag aktív területen fekszik, hiszen az évszázadok során több földrengést is feljegyeztek a krónikák. A legutóbbi rengést 2012. január 8-án mérték, amely a Richter-skálán  3,1-es erősségű volt.

## Éghajlata
| Hónap                                                  | Jan.  | Feb.  | Már.  | Ápr. | Máj. | Jún. | Júl. | Aug. | Szep. | Okt. | Nov.  | Dec.  | Év    |
| ------------------------------------------------------ | ----- | ----- | ----- | ---- | ---- | ---- | ---- | ---- | ----- | ---- | ----- | ----- | ----- |
| Rekord max. hőmérséklet (°C)                           | 17,4  | 20,5  | 28,2  | 32,0 | 34,5 | 38,4 | 41,1 | 41,0 | 39,7  | 33,8 | 27,1  | 20,2  | 41,1  |
| Átlagos max. hőmérséklet (°C)                          | 2,3   | 5,6   | 11,9  | 17,6 | 22,8 | 25,7 | 27,8 | 27,6 | 24,0  | 18,1 | 10,3  | 4,2   | 16,5  |
| Átlagos min. hőmérséklet (°C)                          | −4,8  | −2,3  | 1,2   | 5,8  | 10,1 | 13,4 | 14,6 | 14,3 | 11,2  | 6,2  | 2,1   | −1,7  | 5,9   |
| Rekord min. hőmérséklet (°C)                           | −35,3 | −29,2 | −20,0 | −5,2 | −5,0 | 2,2  | 5,9  | 5,0  | −1,9  | −6,8 | −15,4 | −24,8 | −35,3 |
| Átl. csapadékmennyiség (mm)                            | 40    | 36    | 37    | 48   | 65   | 76   | 64   | 50   | 40    | 39   | 48    | 50    | 593   |
| Havi napsütéses órák száma                             | 72    | 92    | 155   | 186  | 242  | 262  | 301  | 280  | 218   | 177  | 86    | 57    | 2130  |
| Forrás: NOAA; Deutscher Wetterdienst; Román Stat. Int. |       |       |       |      |      |      |      |      |       |      |       |       |       |

Temesvár éghajlata mérsékelt-kontinentális, amelynek jellemzője a hideg tél és a meleg nyár. Nyáron a hőmérséklet 20 °C fölött van, télen fagypont alá is kerülhet. Földrajzi fekvésének köszönhetően azonban, mediterrán hatás is éri.
Tavasszal és nyáron jelentős csapadék érkezik az Atlanti-óceán felől, gyakran még a tél is csapadékos. Az Adriai-tenger felől érkező mediterrán hatás miatt azonban, ha esik is hó, hamar elolvad, továbbá a nyári meleget is ez okozza. Az éves csapadék mennyisége megegyezik az országos átlaggal.

## Történelem

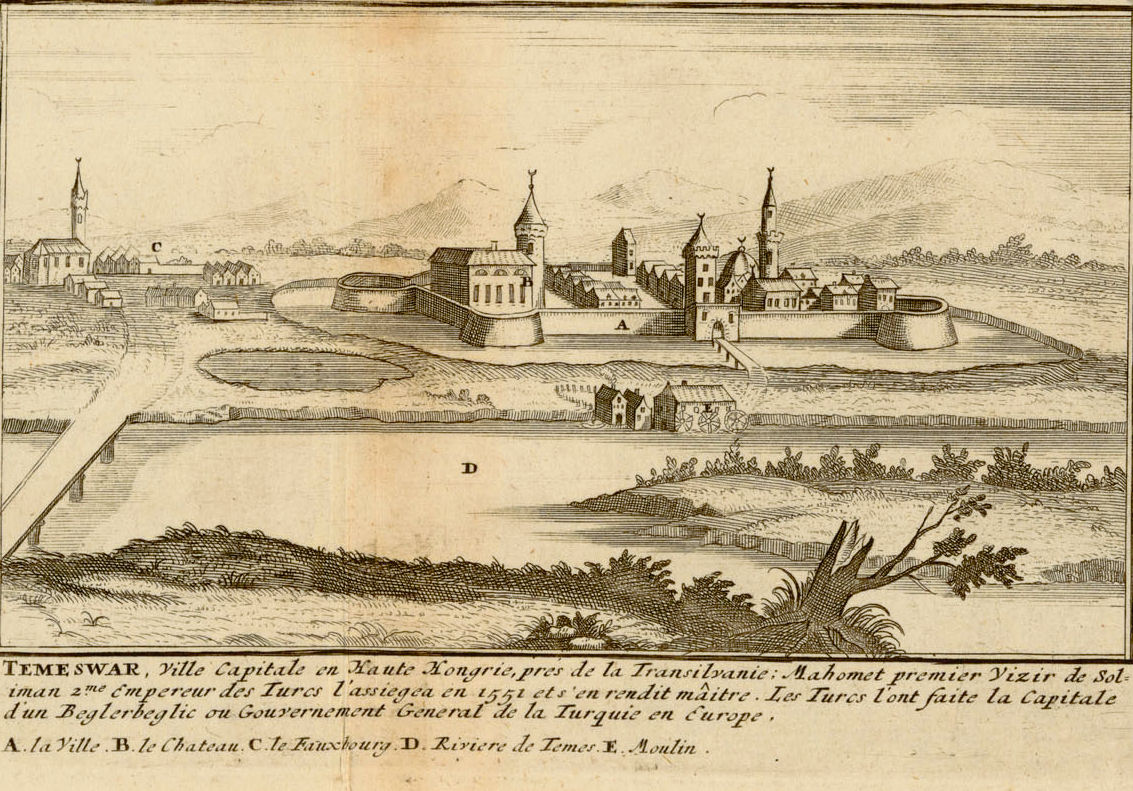
Temesvár, 1656

Temesvár több uralmat élt át, és történetének legnagyobb részében fontos helység volt a régiójában, azokban az államokban, amelyekhez tartozott. Első hiteles írásos említése 1266-ból származik, amikor a Magyar Királysághoz tartozott. A 14. század néhány évében Károly Róbert magyar király, a főurakkal folytatott harcai miatt ide helyezte székhelyét, ezért ekkor Magyarország fővárosának is lehetett tekinteni. A 16. században oszmán kézre került, majd a 18. század elején a Habsburg Birodalom kerítette hatalmába. Ennek keretében újból Magyarország egyenes fennhatósága alá került a 18. század vége felé, hogy az 1848–49-es forradalom és szabadságharc leverése után ismét Bécs uralkodjon közvetlenül felette. Kevéssel az Osztrák–Magyar Monarchia megalakulása előtt megint Magyarországhoz került 1918-ig, amikor Romániához csatolták. A második világháború után Temesvár történetének legfontosabb eseménye az 1989-es romániai forradalom itteni kirobbanása volt.

## Népesség
Temesvár népessége az 1990-es évek óta egyre csökken. A 2002-es népszámlálás szerint a városban 317 660 fő lakott, népsűrűsége 2622 fő/km² volt. 2010-ben a Nemzeti Statisztikai Intézet (románul: Institutul Național de Statistică) adatai szerint 312 113 volt a lakosok száma. Nemzetiségi arányait tekintve 2002-ben Temesvár lakosságának 85,52%-a román, 8,45%-a magyar, 2,25%-a német volt. A jegyzékben nem szerepelnek a külföldi állampolgárok, akik üzleti tevékenységük végett költöztek a városba, mint például a számos olasz.
Temesvár a történelemben multikulturális, soknemzetiségű város volt, de a 2000-es évekre a magyarok és németek aránya 10% alá csökkent. A 2011-es népszámláláskor a 319 279 lakos 81,4%-a román, 4,9%-a magyar, 1,5%-a szerb, 1,3%-a német, 0,7%-a cigány volt. A magukat olasznak vallók aránya 0,06%.
Népességi adatok nemzetiségi eloszlásban a hozzá tartozó településekkel együtt:
A népességváltozás:
Vallásilag a lakosság 80,6%-ban ortodox felekezetű, amelybe beletartozik a román és a szerb ortodox is. A lakosság 10%-a római katolikus, amelyhez főleg a magyarok és a németek tartoznak. 8000-en pünkösdisták, 4 725-en baptisták a népesség 2%-a református (mind magyar), 4000 román pedig görögkatolikus. Kisebb vallási közösségek közé tartoznak a görög ortodoxok, a zsidók, az evangélikusok, az adventisták és a muzulmánok. Kb. 600-an vallás nélkülieknek vagy ateistáknak vallják magukat. Az egykor népes zsidó közösség 2021-re 111 főre fogyatkozott; a város öt zsinagógája közül egyedül a várnegyedi szolgál hitéleti célokat.

## Önkormányzat és közigazgatás

### Polgármesterek
Temesvár polgármesterei az 1989-es romániai forradalom óta (az első szabad helyi választást 1992-ben tartották):
- 1992–1996 Viorel Oancea (Polgári Szövetség Pártja, románul: Partidul Alianței Civice, később összeolvadt a Nemzeti Liberális Párttal)[19]
- 1996–2012 Gheorghe Ciuhandu (Kereszténydemokrata Nemzeti Parasztpárt)[20]
- 2012–2016 Nicolae Robu (Szociálliberális Szövetség)
- 2012–2020 Nicolae Robu (Nemzeti Liberális Párt)[21]
- 2020– Dominic Fritz (USR–PLUS)

### Városi tanács
A helyi tanács összetétele:
|  | Párt                                             | 2008 | 2012 | 2016 | 2020 | 2020 | 2020 | 2020 | 2020 | 2020 | 2020 | 2020 | 2020 | 2020 | 2020 | 2020 | 2020 | 2020 |
|  | Mentsétek meg Romániát Szövetség-PLUS (USR-PLUS) | –    | –    | –    | 13   |      |      |      |      |      |      |      |      |      |      |      |      |      |
|  | Nemzeti Liberális Párt (PNL)                     |      |      | 12   | 9    |      |      |      |      |      |      |      |      |      |      |      |      |      |
|  | Szociáldemokrata Párt (PSD)                      |      |      | 9    | 3    |      |      |      |      |      |      |      |      |      |      |      |      |      |
|  | Pro Romania                                      | –    | –    | –    | 2    |      |      |      |      |      |      |      |      |      |      |      |      |      |
|  | Romániai Magyar Demokrata Szövetség (RMDSZ)      |      |      | 2    | –    |      |      |      |      |      |      |      |      |      |      |      |      |      |
|  | Népi Mozgalom Párt (PMP)                         | –    | –    | 2    | –    |      |      |      |      |      |      |      |      |      |      |      |      |      |
|  | Liberálisok és Demokraták Szövetsége (ALDE)      | –    | –    | 1    | –    |      |      |      |      |      |      |      |      |      |      |      |      |      |
|  | független                                        |      |      | 1    | –    |      |      |      |      |      |      |      |      |      |      |      |      |      |

### Városrészei

A város tíz városrészének elhelyezkedése

Temesvár hagyományosan tíz városrészre oszlik, de ma ezeknek nincs közigazgatási funkciójuk. Egy részük az Osztrák–Magyar Monarchia idején önálló falu volt.

| Kerület | Terület (ha) | Román név    | Német név      | Magyar név     | Alapítás |
| ------- | ------------ | ------------ | -------------- | -------------- | -------- |
| I       | 480          | Cetate       | Innere Stadt   | Belváros       | 1718     |
| II      | 1017         | Fabric       | Fabrikstadt    | Gyárváros      | 1718     |
| III     | 668          | Elisabetin   | Elisabethstadt | Erzsébetváros  | 1890     |
| IV      | 442          | Iosefin      | Josefstadt     | Józsefváros    | 1744     |
| V       | 205          | Mehala       | Mehala         | Mehala         | 1910     |
| VI      | 231          | Fratelia     | Fratelia       | Újkissoda      | 1948     |
| VII     | 156          | Freidorf     | Freidorf       | Szabadfalu     | 1950     |
| VIII    | 67           | Plopi        | Kardos-Kolonie | Kardostelep    | 1951     |
| IX      | 72           | Ghiroda Nouă | Neu-Giroda     | Erzsébetpuszta | 1951     |
| X       | 102          | Ciarda Roșie | Rote Tscharda  | Vörös Csárda   | 1953     |

A 21. században Temesvár városnegyedekre oszlik:
| - Belváros (Cetate) - Józsefváros (Iosefin) - Gyárváros (Fabric) - Erzsébetváros (Elisabetin) - Szabadfalu (Freidorf) - Zona Odobescu - Újkissoda (Fratelia) - Mehala(Mehala) I, II - Rónác (Ronaț) - Favorit | - Girocului - Váralja negyed (Circumvalațiunii) I, II, III, IV - Matei Basarab - Mircea cel Bătrân - Bucovina - Soarelui - Tipografilor - Sági úti negyed (Calea Șagului) - Dâmbovița | - Steaua - Torontalului - Calea Aradului - Calea Aradului Vest - Calea Lipovei - Blaskovicstelep (Blașcovici) - Ion Ionescu de la Brad - Olimpia-Stadion - Complex studențesc | - Vörös Csárda (Ciarda Roșie) - Kardostelep (Plopi) - Ghiroda - Kuncz - Braytim - Lunei - Chișoda - Plăvăț - Banat I - Banat II |

2003-ban a helyi tanács elhatározta, hogy 13 övezetre (románul: zone) osztja a várost, és hogy mindegyik létrehozhat egy hét önkéntes személyből álló, úgynevezett Konzultatív Tanácsot, amellyel a polgármesteri hivatal megbeszéli az adott övezetre vonatkozó kérdéseket.

### Konzulátusok
2011. április 29-én 14 konzulátus működött Temesváron.
Három országot diplomata konzul képvisel:
- Németország
- Olaszország
- Szerbia

Tizenegy országnak tiszteletbeli konzulja van:
- Ausztria
- Bulgária
- Csehország
- Franciaország
- Hollandia
- India
- Magyarország
- Moldova
- Peru
- Svédország
- Tunézia

## Gazdaság

Temesvári polgárok – Nyári Vendéglő, 1891. augusztus 4.

Temesvár a 18. századra komoly gazdasági központ lett. A gazdaságnak jót tett a különböző etnikumú emberek letelepedése, mivel hozzájárultak a város török uralom utáni újjáépítéséhez. Ezek többnyire kereskedők és kézművesek voltak. Az ipari forradalom idején a szövőmesterek jelentősen járultak hozzá a város fejlődéséhez. Az újítások következményeként sok kis műhely megszűnt. A kereskedelmet a Béga-csatorna segítette, amely összeköttetésben volt a Dunával, azon át pedig Európa többi részével. 1857-ben a vasutat is megépítették. A Monarchia első városa volt, amelyben (1884-ben) bevezették a villamos közvilágítást. A Béga-csatorna hajózhatóvá építése is akkoriban történt meg. Ez volt a mai Románia területén az első ilyen csatorna.
A 250 éves gazdasági modell 1948-ban véget ért, amikor a kommunista hatalom államosította a gyárakat, megszüntette a magántulajdont. Ezt követően rohamos iparosításba kezdtek. Vegyipari és gépipari üzemeket építettek, amelyekben a vidékről kényszerűen beözönlők dolgoztak.
A kommunizmus bukása után a hagyományos gazdasági ágazatok hanyatlani kezdtek, de a város még így is az ország ipari termelésének 3%-át adja. A szolgáltatóipar viszont erőteljesen növekedett. A külföldi befektetéseknek köszönhetően a csúcstechnológia-szektor is megjelent. 2005-ben a L’Expansion francia magazin Temesvárt Románia gazdasági vitrinjének nevezte, 6300 külföldi cégével és 3%-os munkanélküliségével. A városba leginkább német, olasz és amerikai befektetők érkeztek, mint például Alcatel-Lucent, Continental, Dräxlmaier, Linde Gas, Procter & Gamble, Nestlé. 2008-ban a városban 35 bank működött, többségükben szintén külföldiek. Gazdasága viszonylagos fejlettségének köszönhetően Temesvár a negyedik helyet foglalja el a romániai városok között az életszínvonal tekintetében.

## Közlekedés

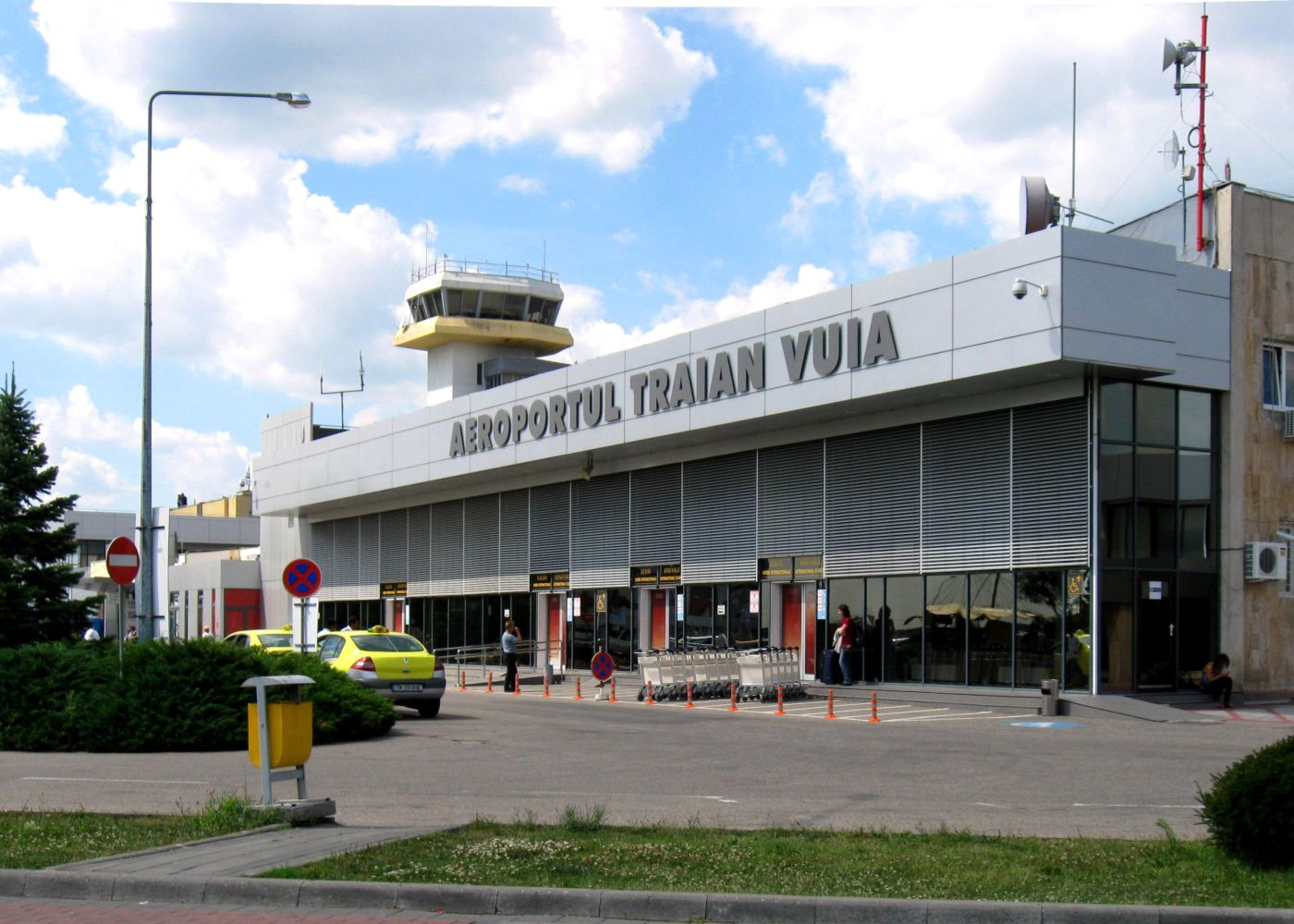
A Temesvár Traian Vuia nemzetközi repülőtér

Temesvárt érintik az E70-es és E671-es számú európai utak.
A város fontos vasúti csomópont, az országban a legsűrűbb megyei érdekű vasútvonal-hálózattal rendelkezik. Ez lehetővé teszi, hogy a megye minden helységéből jöjjön munkaerő a városba. A legnagyobb vasútállomás az Északi (románul: Timișoara Nord), amelyet 1857-ben építettek. Ezen kívül további három – déli, keleti és nyugati – vasútállomás is található a városban. Nemcsak Románia többi városával van vasúti összeköttetés, hanem közvetlen nemzetközi járatok is vannak  Budapest, Bécs és München felé.
Repülőtere, a Temesvár Traian Vuia nemzetközi repülőtér, Románia második legforgalmasabb légikikötője. Ez a Wizz Air egyik bázisrepülőtere.
A helyi közösségi közlekedés kezdete 1867. november 3-ára tehető, amikor megalapították az első lóvasút üzemeltetésével foglalkozó társaságot. Az első ilyen kocsi 1869. június 8-án haladt végig a Gyárváros–Központ–Józsefváros–Pályaudvar vonalon. 1899-ben villamosokkal helyettesítették ezeket. 1919-ben 22,348 km volt a villamosvonalak hossza. 1942. november 15-én létesítették az első trolivonalat, amelynek hossza 3496 méter volt.
A helyi tömegközlekedés hálózata, amelyet a Temesvári Közlekedési Társaság (románul: Societatea de Transport Public Timişoara – STPT) üzemeltet, 8 villamos-, 7 trolibusz-, 16 városi autóbusz- és 6 elővárosi autóbuszvonalból áll. Összesen 134,3 km hosszú villamoshálózat, 70,46 km trolihálózat, 118,7 km városi autóbuszhálózat és 278 km elővárosi hálózat fut a városon keresztül. Temesvárott tíz taxivállalkozás működik.
1990 és 2003 között a városban megduplázódott a személygépkocsik száma, 1000 lakosra 361 kocsi jutott, míg a fővárosban csak 315. Ez óriási gondot okoz a várostervezőknek, akik próbálják megoldani, hogy az infrastruktúra elbírja ezt a hatalmas gépkocsitömeget. Az utak hossza 574 kilométer.

## Oktatás

### Alap- és felsőfokú oktatás
A városban 64 óvoda van, ahova 7095 gyermek jár, és 498 óvodapedagógus foglalkozik velük. Az alapfokú iskolák száma 47, 35 186 tanulóval, és 2401 pedagógussal. A középiskolák száma 34, 17 472 diákkal és 1359 tanárral. Van még egy vakok és gyengénlátók számára működtetett iskola, két gyógypedagógiai iskola és egy alternatív Waldorf-iskola is.
A város több iskolájában nemzetiségi oktatás is folyik, magyar, német, szerb, szlovák és ukrán nyelven. Temesvár egyetlen önálló magyar nyelvű oktatási intézménye a Bartók Béla Elméleti Líceum, amely alapfokú és középfokú osztályoknak egyaránt helyet ad. Magyar nyelvű középfokú oktatásnak is otthont ad még a Gerhardinum Római Katolikus Teológiai Líceum (az 1790 és 1948 között működött Temesvári Piarista Gimnázium épületében) és az Építészeti Szakközépiskola, valamint vannak magyar tannyelvű osztályok néhány alapfokú iskolában is. A németek önálló oktatási intézménye a Nikolaus Lenau Elméleti Líceum, amelyet 1870-ben alapítottak, és vannak német tannyelvű osztályok más gimnáziumokban és alapfokú iskolákban is. A szerb nemzetiségnek is van önálló iskolája, a Dositej Obradović Elméleti Líceum.

### Felsőoktatási intézmények
A 19. század derekán már beindult a városban felsőfokú magyar nyelvű bölcsészeti képzés, a katolikus püspökségnek köszönhetően.
Román felsőoktatás Temesváron közel 100 éve létezik. 1920-ban alapították az első felsőfokú oktatási intézményt, a Műszaki Iskolát (románul Școala Politehnică), amelynek akkor csak gépészmérnöki kara volt. Ma Temesvár a nyugati országrész legnagyobb felsőoktatási központja, a negyedik legnagyobb az országban Bukarest, Kolozsvár és Jászvásár után. A városban akadémiai kutatóközpont is működik.
Temesvárott négy állami és több magánegyetem működik. Állami egyetemek:
- A Temesvári Nyugati Tudományegyetem 1962-ben alakult.
- A mai Műszaki Egyetem (románul Universitatea „Politehnica”) a Műszaki Iskolából fejlődött ki.
- A Victor Babeş Orvostudományi és Gyógyszerészeti Egyetem 1944 óta létezik.
- A Bánsági Agrártudományi Egyetem a Műszaki Egyetem agrártudományi karaként jött létre, 1945-ben.

A nagyobb magánegyetemek:
- Dimitrie Cantemir Egyetem
- Tibiscus Egyetem
- Mihai Eminescu Egyetem

## Kultúra

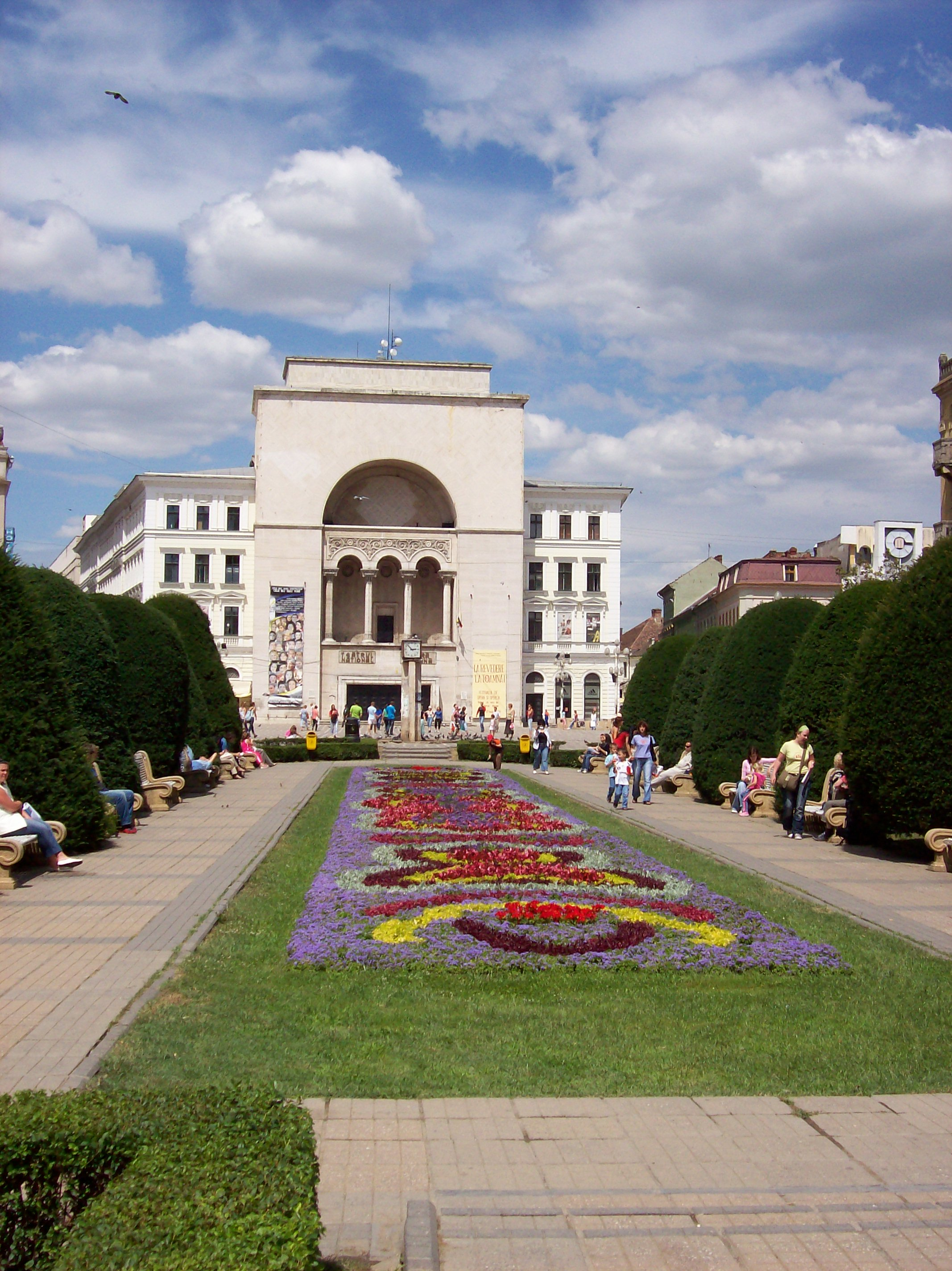
A hajdani Ferenc József Színház, ma az Opera, a Román Nemzeti Színház, a Magyar Állami Színház és a Német Állami Színház épületének homlokzata

Temesvár multikulturális város, amelyet a különböző etnikai közösségek befolyása ért, főleg a magyar, de a német, a szerb, a bolgár, az olasz és a görög nemzetiség is színesíti a város kulturális életét. A városban 12 kulturális intézmény működik.
A kulturális sokszínűségének köszönhetően Kis Bécsnek (románul: Mica Vienă) is nevezik a várost.

### Múzeumok
A város legnagyobb múzeuma az 1872-ben alapított Bánsági Múzeum (románul: Muzeul Banatului). Ennek több osztálya van: régészeti, történelmi és természettudományi (Kelet-Európa legnagyobb madár- és lepkegyűjteményével és kőzetgyűjteménnyel). Ugyanitt látható két állandó kiállítás: az egyik régi hegedűket, a másik az információs és távközlési technológia történetét hivatott bemutatni.
A Bánsági Falumúzeum (románul: Muzeul Satului Bănățean) néprajzi kiállító termekkel és szabadtéri résszel rendelkezik. 1971-ben alakították ki a Zöld erdőben. A szabadtéri részen templomot, malmot, házakat, polgármesteri hivatalt is felépítettek.
A tér déli oldalának egyetlen 18. századbeli épülete az úgynevezett Barokk Palota. Eredetileg a Bányászati Hivatal székházaként épült, majd kormányzati épület lett. Ma a Szépművészeti Múzeumnak (románul: Muzeul de Artă) ad otthont.
A Temesvári Katonai Múzeum a hajdani katonai kaszinó épületében kapott helyet.

### Színházak
Temesvárt 1875-ben adták át az első kőszínházat, Ferenc József Színház néven. 1920-ban leégett, és amikor felújították, homlokzatát neobizánci stílusban építették át. Ma három különálló színház működik benne: a Mihai Eminescu Nemzeti Színház (román nyelvű), a Csiky Gergely Állami Magyar Színház és az Állami Német Színház. Az utóbbi kettő közösen használja az épület kisebbik előadótermét. Ezeken kívül Temesvárnak két bábszínháza is van: az egyik állami (Merlin Gyermek- és Ifjúsági színház), a másik magánkézben (Iulia Színház).
Műkedvelő színjátszó csoportot az Egyetemisták Háza (románul: Casa Studenților) tart fenn, Thespis néven.

### Zenei élet
Temesvár zenei élete hagyományosan gazdag. Felléptek itt olyan hírességek, mint Liszt Ferenc, Johannes Brahms, ifj. Johann Strauss és George Enescu. A Temesvári Filharmonikus Társaság (ma Bánsági Filmharmónia, románul: Filarmonica Banatul) 1821-ben alakult meg, szimfonikus zenekara és kórusa van. A szerb ortodox székesegyháznak műkedvelő kórusa van.
Az operának is van hagyománya Temesváron. 1855-ben előadták itt Giuseppe Verdi Traviatáját. 1947-ben megalakult a Román Nemzeti Opera, amely a Nemzeti Színházzal osztja meg előadótermét.
A román népzenét is képviseli hivatásos intézmény, a Bánság Együttes (románul: Ansamblul Banatul).
Amatőr népművészeti együttesek is működnek; románokon kívül a magyar Bokréta, Eszterlánc és Bóbita néptánccsoportok, a német Banater Rosmarein népművészeti együttes és a szerb Mladost népművészeti együttes.
A műkedvelők mindenféle művészetet tanulhatnak a Művészetek Népi Iskolájában (románul: Școala Populară de Artă), a város Művelődési Házában románul: Casa de Cultură) és az Egyetemisták Házában.

### Egyéb kulturális intézmények
A kulturális ajánlatot kiegészíti a Megyei Könyvtár (románul: Biblioteca Județeană) és több kiadó, valamint szépművészeti galériák és alapítványok, például a Jecza Péter által létrehozott Interart TRIADE.
Érdekes rendezvényeket szervez a Temesvárott jelenlévő három külföldi kulturális intézmény is: a Francia Intézet (régebbi nevén Francia Kulturális Központ), a Német Kulturális Központ és az Olasz Kulturális Központ.

### Fesztiválok
Temesvár több, évente visszatérő fesztivál helye:
- A StudentFest, a város egyetemistáinak a művészeti fesztiválja, amelyet 1992 óta rendeznek meg.[64]
- Az ISWinT (angolul: The International Students Week in Timișoara) nemzetközi kulturális diákfesztivál. Célja a különböző nemzetiségű fiatalok alkotásainak bemutatása, nemzetközi kapcsolatok létesítése.[65]
- A Szívek fesztiválja (románul: Festivalul Inimilor) nemzetközi néptánc-fesztivált 1990 óta rendezik meg júliusban.[66]
- A Plai világzenei és jazz fesztivált 2006 szeptembere óta tartják meg a Bánsági Falumúzeum szabadtéri részlegében.[67]
- A TMBase 1998 óta októberben megtartott Drum and bass-fesztivál.[68]
- A Timishort az egyik legújabb fesztivál a város történetében, amelyet 2009 májusában rendeztek meg először. A fesztivál során rövidfilmeket mutatnak be.[69]
- Az International Romani Art Festival 2007 júliusa óta megrendezett nemzetközi roma művészeti fesztivál.[70]

### Európa kulturális fővárosa 2023
Temesvár – a magyarországi Veszprém mellett – Európa kulturális fővárosa lesz 2023-ban. 2011 augusztusában megalakították a Temesvár Európa kulturális fővárosa Egyesületet, amely előkészítette a pályázatot, és 2016. szeptember 16-án az erre megbízott zsűri bejelentette a cím odaítélését Temesvárnak.

## Látnivalók

### Losonczy tér (vagy Dóm tér)

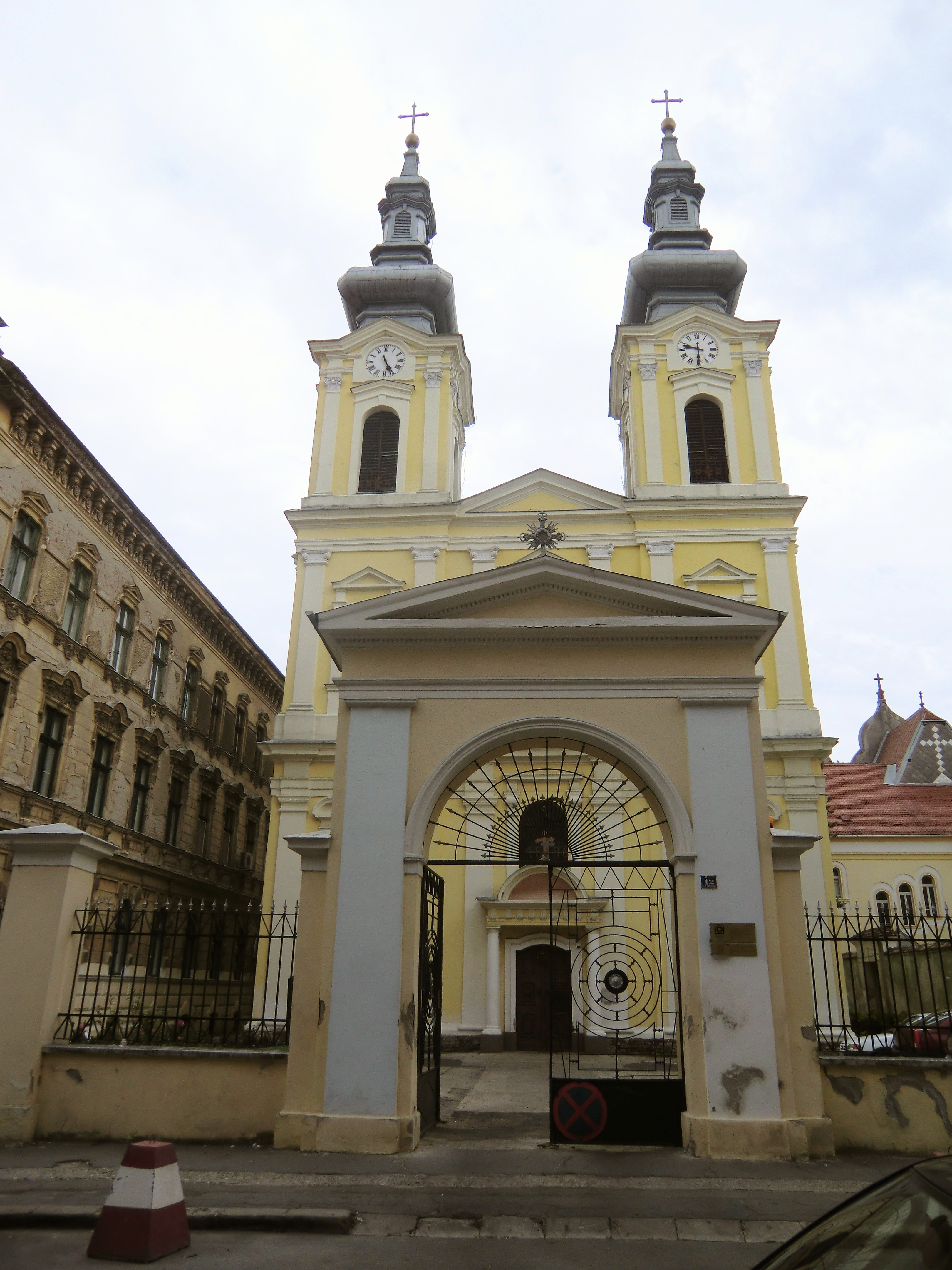
Szerb ortodox székesegyház

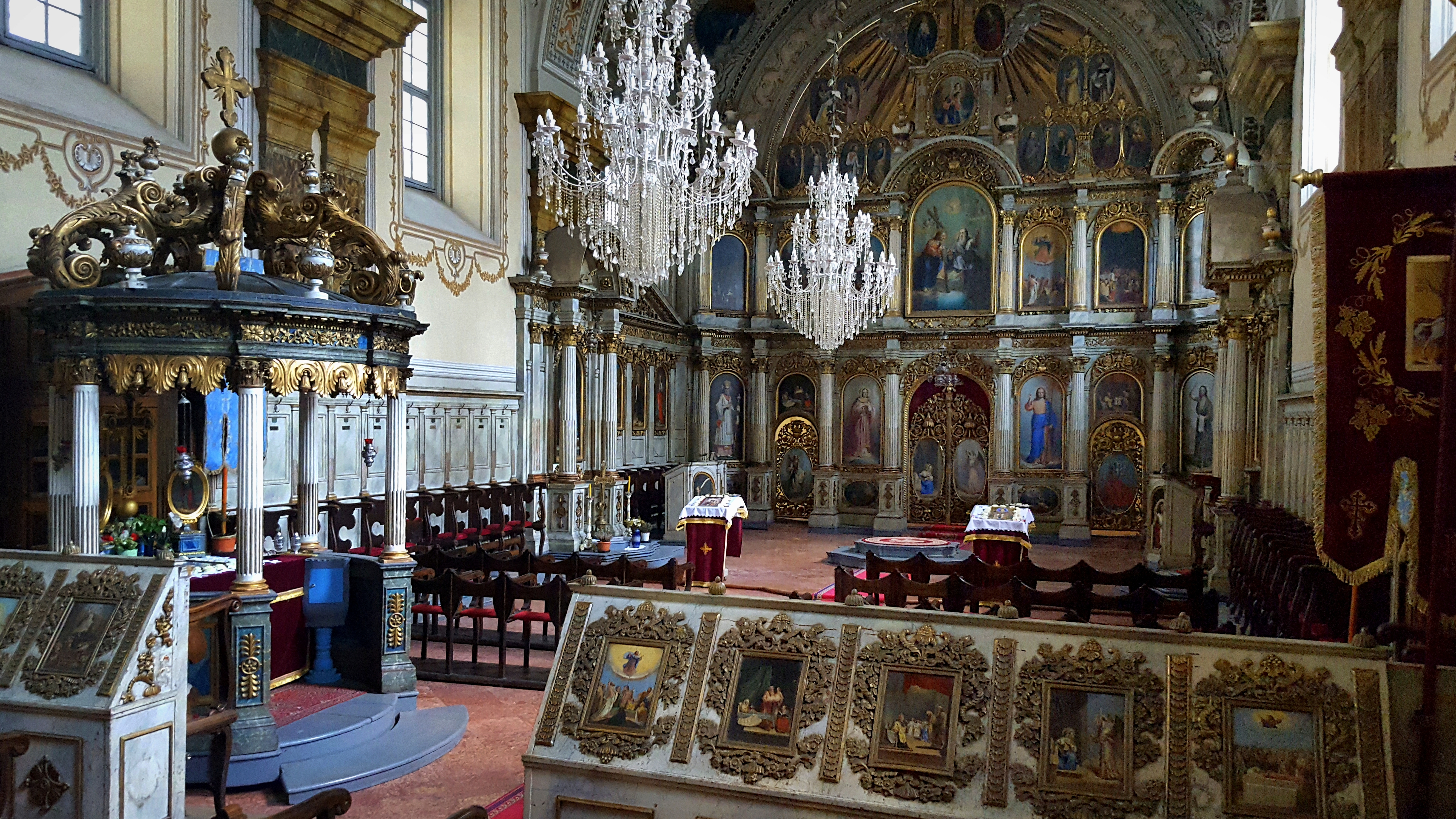
Szerb ortodox székesegyház

A látnivalókban gazdag Losonczy teret (ma Unirii tér) főként a 18. században, az osztrák hatalom által építtetett barokk épületek szegélyezik. A tér keleti oldalán található a római katolikus székesegyház (más néven dóm), amely 1736 és 1773 között épült alacsony tornyokkal, hogy a régi várrendszerben a háborúk és ostromok idején ne állja útját az ágyúgolyóknak.
A tér nyugati oldala közepén a szerb ortodox székesegyház apszisa látszik (homlokzata a tér oldalával párhuzamos utcán van). 1745 és 1748 között épült, ugyancsak barokk stílusban, ami különös, főleg azt tekintve, hogy ortodox templomról van szó, de a 18. századbeli Temesváron az építészeti stílusnak egységesen barokknak kellett lennie. A székesegyház mellett a temesvári szerb ortodox püspökség palotája van. A 18. században épült ugyan, de 1905–1906-ban átépítették Székely László tervei alapján úgy, hogy a szerb és az orosz vallásos építészet elemeit hordozza.
A tér közepén a Szentháromság-szobor magasodik. 1740-ben emelték, egy pusztító pestisjárvány után. A tér füvesített részén egy ásványvizes kút is található.
A tér kedvelt találkozóhelye a fiataloknak. Nyáron a lokálok sok teraszt nyitnak itt, és szabadtéri popzene, rock, vagy népzene is hangzik a téren egyes alkalmakkor.
A Losonczy tér közelében több érdekes épület található. A katolikus püspöki palota a térre merőleges utcák egyikében emelkedik, az épületben egyháztörténeti gyűjtemény található. Az egykori Kormányszéki Palotában (románul Palatul Dicasterial) egykor Ady Endre is írnokoskodott (ma az igazságszolgáltatás területi testületeinek, szerveinek székhelye). 1855 és 1860 között épült a reneszánsz stílust utánozva. Nem messze ettől látható a 19. század végén lebontott erődítményrendszer legnagyobb maradványa, a Mária Terézia-bástya. 2011-ben fejezték be a rendbetételét. Itt működik többek között a falumúzeum néprajzi osztálya.

### Jenő herceg tér
A Jenő herceg tér (ma Libertății tér) Temesvár másik 18. században kialakított tere. A legnagyobb épület itt a tér egész északi oldalát elfoglaló régi városháza. 1731 és 1734 között épült a katolikus magisztrátus számára, mivel akkoriban csak katolikusok lakhattak a Belvárosban. (Az ortodoxoknak megvolt a saját magisztrátusuk a Gyárvárosban.) Utólag reneszánsz stílusú homlokzatot kapott.
A téren Nepomuki Szent Jánosnak emeltek barokk stílusú emlékművet 1756-ban.
A tér közvetlen közelében még áll az 1716 és 1736 között épített ferences kolostor, amelynek már nincs meg a temploma. Itt van ma a Művészetek Népi Iskolája.

### A Lloyd sor

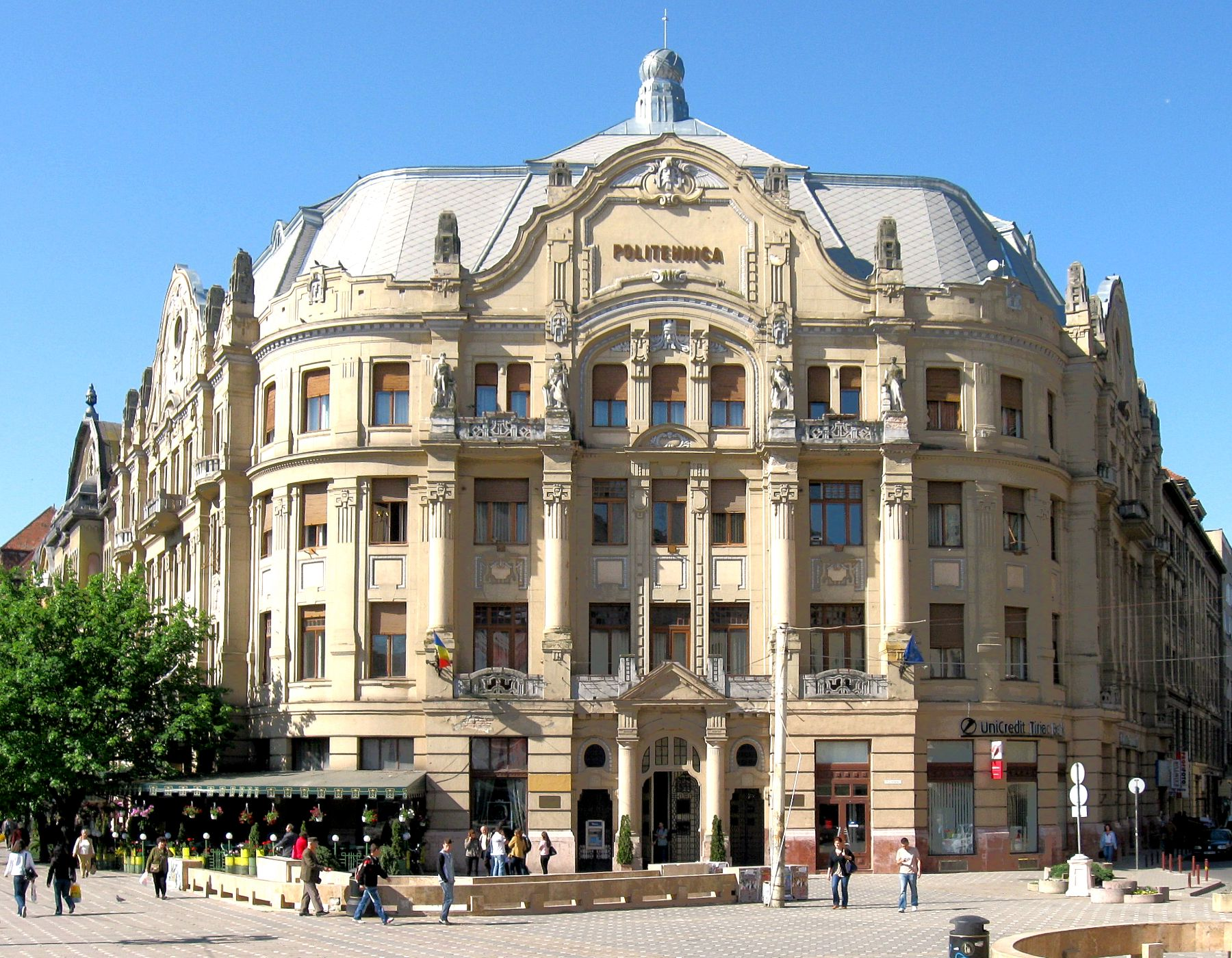
Lloyd-palota, benne a Politechnikai egyetem rektorátusa

A Lloyd sor (mai nevén Piața Victoriei) két viszonylag hosszú sétányból áll, közöttük parkosított résszel. A nyugati sétány hajdanán a polgári családok korzója volt, elegáns éttermekkel és üzletekkel. Mindkét sétányt az osztrák-magyar kiegyezés után felhúzott impozáns bérházak és épülettömbök szegélyezték. Ilyen épület a Lloyd-palota, amely egy 1912-ben épült háromemeletes ház. A földszinten étterem, az emeleten a Politechnikai egyetem rektorátusa működik. A Lloyd-palota mellett áll a Neuhausz-palota négyszintes épülete. Az 1960-as években néhány szocreál lakóépületet is felhúztak a keleti sétány déli részén. Tavasztól őszig teraszokkal, nagyobb ünnepek előtt és alatt pedig vásáros bódékkal telnek meg a sétányok.
Nem messze a színháztól a Bánsági Múzeum épülete áll az egykori Károly Róbert király által építtetett várkastély helyén. Ez Hunyadi János tulajdonába került, aki átalakíttatta. Az 1849-es ostrom rommá tette, és 1856-ban fejezték be újjáépítését a mai alakjában. A vár kétszintes négyszögletű belső udvaros épület, a főtér mellett található. A várnak mára két olaszbástyája és egy tornya maradt meg. 2008-ban ásatások kezdődtek a kastély körül és a kastélyudvarban. Itt bukkantak rá a régészek egy középkor kastély romjaira.
A Lloyd sor másik végén néz szembe a színházzal a román ortodox székesegyház. 1936 és 1940 között épült, a moldvai ortodox kolostorok templomainak stílusában. Hét harangját Sabin Drăgoi hangolta össze, a város egyik jellegzetes hangja lett ezzel.
A parkosított részen a Romulus és Remus legendájára emlékeztető Capitoliumi farkas áll, magas oszlopon. 1926-ban adományozta a városnak Olaszország. Itt található a Halas szökőkút is.

### Erzsébetváros
Erzsébetvárosban, az Evlija Cselebi utcában áll az úgynevezett „török ház”, amelynek mára már csak a pincéje eredeti. Az egykori házat a 16–17. században építették, amikor Temesvár az Oszmán Birodalom része volt.

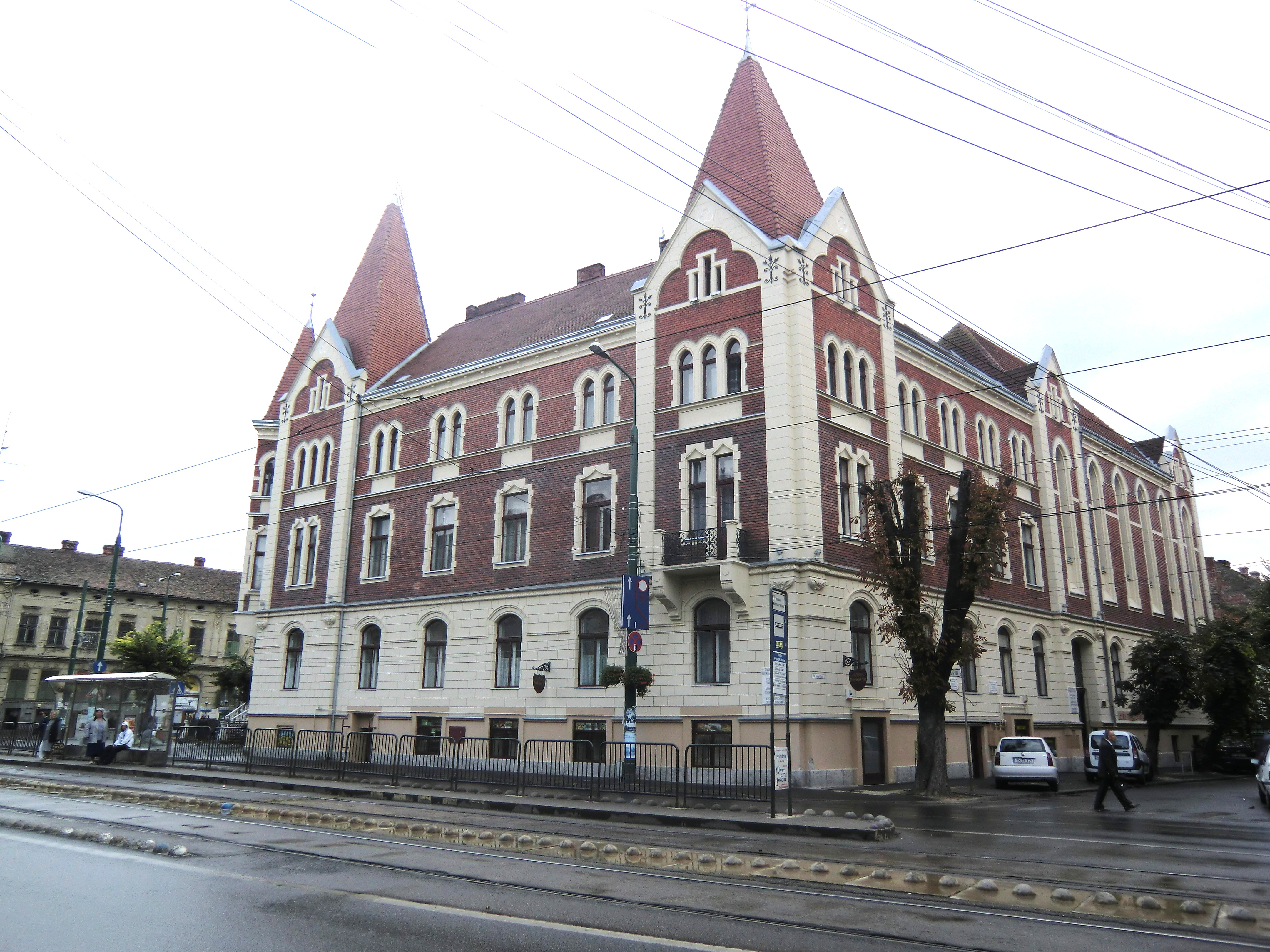
A belvárosi református templom

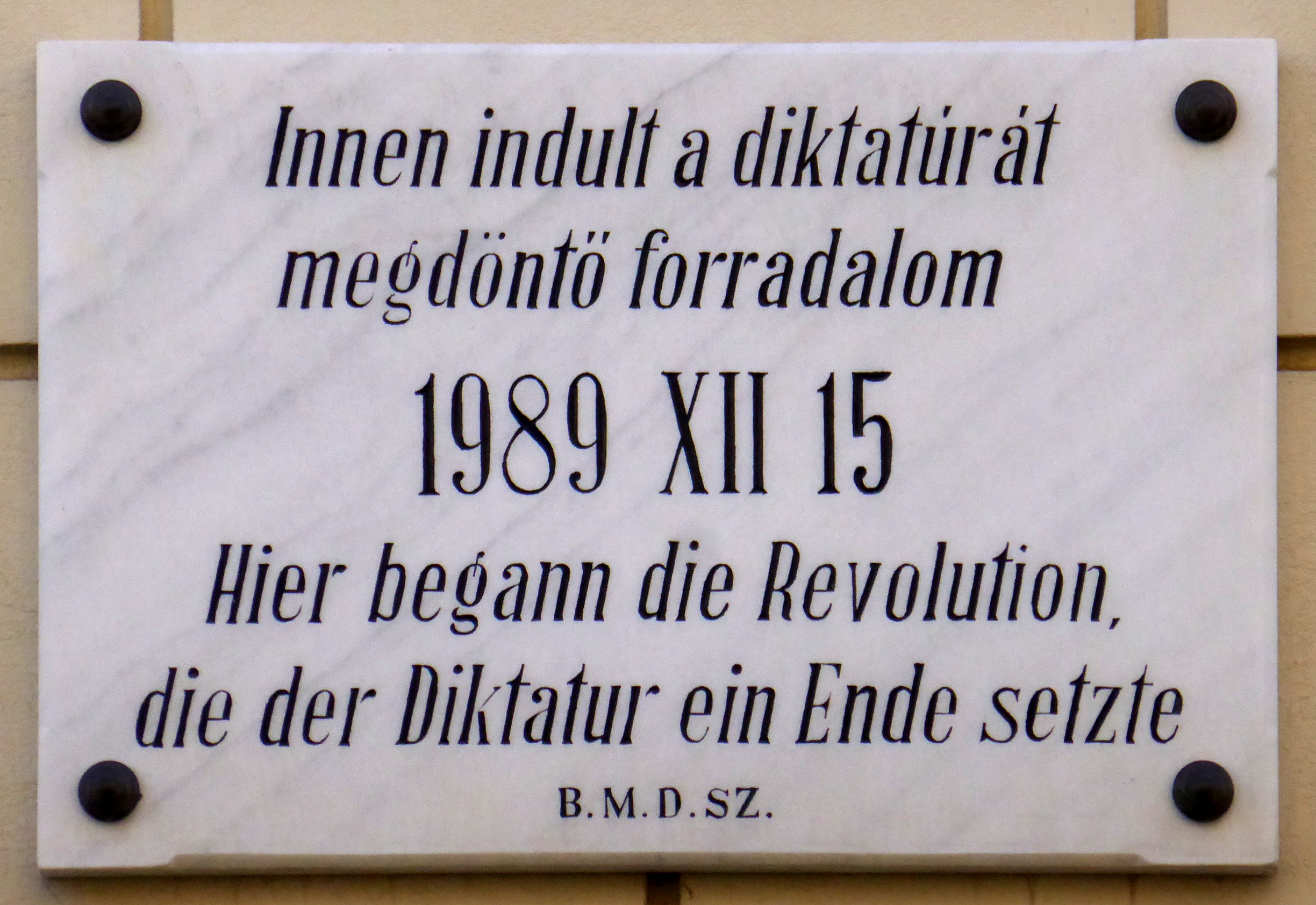
Emléktábla a templom mellett

A református templomnak történelmi jelentősége van, ugyanis innen indult az 1989-es romániai forradalom. A templom 1902-ben, angol gót stílusban épült.
A református templom mellett található Szűz Mária emlékműve. Dózsa György kivégzésekor a legenda szerint az imádkozó szerzeteseknek és jobbágyoknak megjelent a Szűzanya. Ezután egy oszlopra kitették a képét, majd 1906-ban kápolnát emeltek köréje.

### Gyárváros

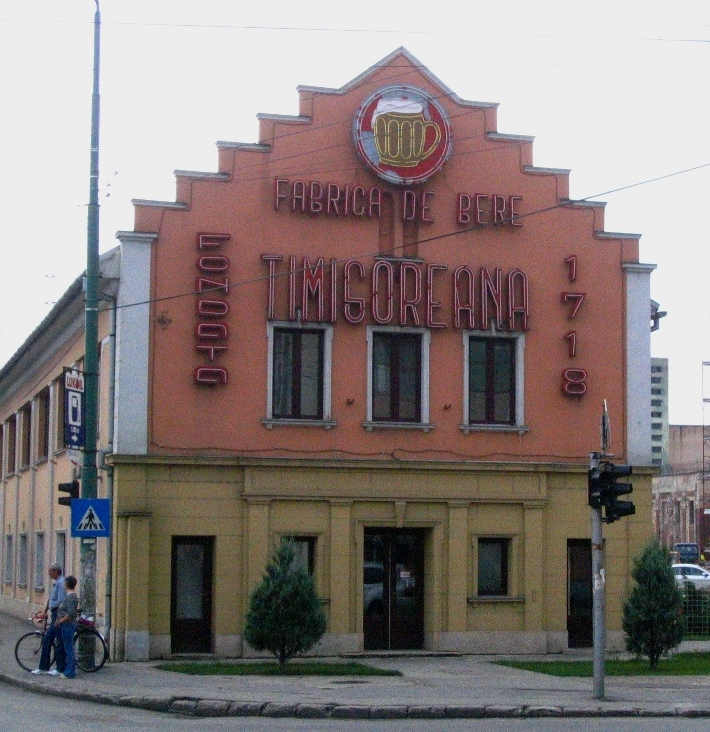
Az 1718-ban alapított temesvári sörgyár

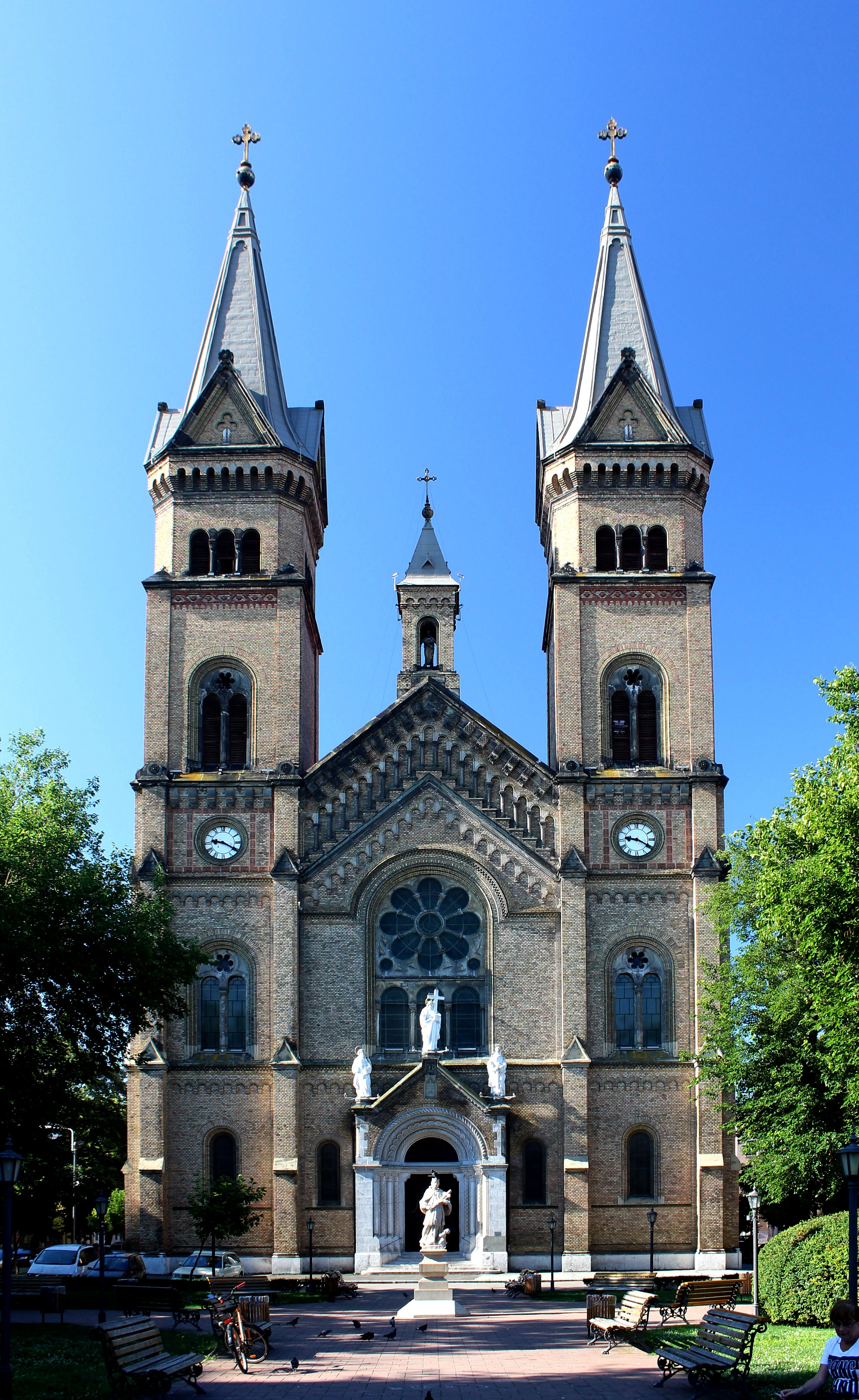
A magyar Milleniumi templom

A Millenniumi templomot a magyarok bejövetelének 1000. évfordulója alkalmából építették, Ybl Miklós tervei alapján. Ez lett a gyárvárosi plébánia második római katolikus temploma, az elsőt átadták a görögkatolikusoknak.
A sörgyárat 1718-ban alapították, ezzel az ország első ilyen gyára lett. A 19-20. században folyamatosan bővítették.
A Neptun közfürdő a Decebal híd mellett a Béga partján található. Közvetlenül az első világháború kitörése előtt építették a korábbi török közfürdők helyén.
Az "Új Ezredév Református Központ" épüléte szintén a Gyárvárosban található. Ez egy református templom, amelyet Makovecz Imre magyar építész tervezett, és 1999 óta épül.

### Egyéb látnivalók
A előbb említett kegyhelyeken kívül Temesvárnak még van nyolc római katolikus temploma, két régebbi és több új román ortodox temploma, három zsinagógája (ezekből csak az egyik működik), két szerb ortodox, két görögkatolikus, egy evangélikus temploma.
Temesvár zöldövezetekben is gazdag város. A bégamenti sétányok és a terjedelmes parkok kellemes pihenőhelyek. Csupán a parkok 117,57 hektárt tesznek ki.
A Temesvári Mesterlegények Egyesülete által birtokolt épületnél egy vastuskó áll. Az épület később erről kapta a nevét. Ez a tuskó tulajdonképpen egy fémmel bevont fatörzs. A mesteremberek a városba érkezvén, egy szeget ütöttek bele.
A városban a 18. században kezdték el a házszámozást, előtte egy jellegzetes dologról azonosították be az épületeket. Az egyik házba egy 2,5 méter hosszú vastengelyt építettek be, innen ered az épület neve is.
A hagyományosan „Új klinikák” (románul: „Clinicile noi”) néven ismert kórház mögött található a botanikus kert, amelyben egzotikus és helyi növények vannak. 1995-ben nyilvánították tudományos rezervátumnak.
A Béga jobb partján található Rózsaparkban 10 ezer rózsatő található. 1891-ben a kezdetekkor I. Ferenc József magyar király is meglátogatta. A park közepén szabadtéri színpadot emeltek a két világháború között.

### Hidak
A városban számos híd található, amelyeket az Utak és Hidak Regionális Igazgatósága (románul: Direcția Regională de Drumuri și Poduri) üzemeltet.

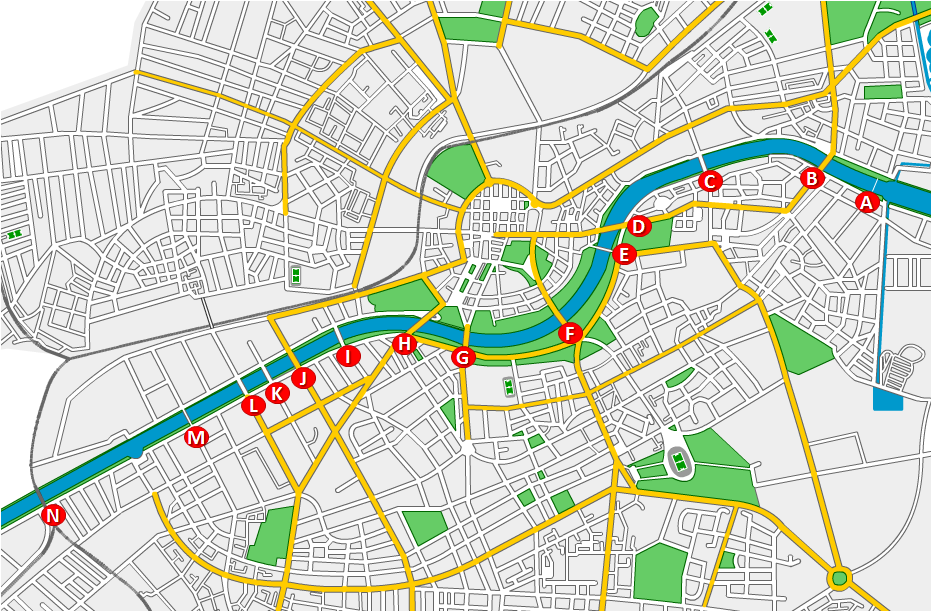
Hidak:

|   | Mai román neve                                                | Egykori német neve | Egykori magyar neve | Építésének éve az első változatban | Építésének éve a mai változatban | Közlekedés                         |
| - | ------------------------------------------------------------- | ------------------ | ------------------- | ---------------------------------- | -------------------------------- | ---------------------------------- |
| A | Pasarela de la Uzina Hidroelectrică                           |                    |                     |                                    |                                  | gyalogos                           |
| B | Podul Andrei Șaguna (korábban Podul Mihai Viteazul)           | Mühlenplatzbrücke  | Malom téri híd      | 1909                               | 1981                             | villamos, közút                    |
| C | Podul Dacilor                                                 | Heuplatzbrücke     | Széna téri híd      | 1908                               | 1989                             | villamos, közút                    |
| D | Podul Decebal                                                 | Parkgassenbrücke   | Liget úti híd       | 1909                               |                                  | villamos, közút                    |
| E | Pasarela Îndrăgostiților (korábban Pasarela dintre Parcuri)   |                    | Jani bácsi hídja    | 1926                               |                                  | gyalogos                           |
| F | Podul Michelangelo                                            |                    |                     | 1970                               |                                  | közút (trolibusz is)               |
| G | Podul Mihai Viteazu (korábban Podul Mitropolit Andrei Șaguna) | Bischofsbrücke     | Püspök híd          | 1913                               |                                  | közút (trolibusz is)               |
| H | Podul Maria (korábban Podul Traian)                           | Grosse Brücke      | Hunyadi híd         | 1871                               | 1917                             | villamos, közút                    |
| I | Podul Metalic                                                 | Eisenbrücke        | Losonczi híd        | 1917                               |                                  | gyalogos                           |
| J | Podul General Ion Dragalina (korábban Podul Ștefan cel Mare)  | Ankerbrücke        | Horgony híd         | 1891                               | 1957                             | villamos, közút                    |
| K | Podul Eroilor                                                 | Bem-Brücke         | Bem híd             | 1871                               | 1938                             | közút                              |
| L | Podul Iuliu Maniu (korábban Podul Muncii)                     | Königbrücke        | Király híd          | 1913                               | 1978                             | közút (trolibusz is)               |
| M | Pasarela Gelu                                                 |                    |                     | 1949                               |                                  | gyalogos                           |
|   | Podul Solventul                                               |                    |                     | (épül)                             |                                  | villamos, közút, kerékpárút, járda |
| N | Podul Modoș                                                   |                    | Módosi híd          | 1897                               | 1980                             | vasút                              |

| A – Pasarela de la Uzina Hidroelectrică B – Podul Mihai Viteazul C – Podul Dacilor D – Podul Decebal E – Pasarela dintre Parcuri F – Podul Michelangelo G – Podul Mitropolit Andrei Șaguna | H – Podul Maria I – Podul metalic J – Podul Ștefan cel Mare K – Podul Eroilor L – Podul Muncii M – Pasarela Gelu N – Podul Modoș |

## Média
| | | |
| Újságok - TemesvariHirek.ro - Timișoara - Focus Vest - Fotbal Vest - Allgemeine Deutsche Zeitung für Rumänien - Timpolis - Ziua de Vest - Heti Új Szó | Rádióállomások: - Kiss FM Timișoara (FM 99.0 MHz) (Top 40) - Digi Fm Timișoara (FM 91,3 MHz) (zene) - Pro Fm Timișoara (FM 97,4 MHz) (zene) - Radio Guerilla Timișoara (FM 100 MHz) (zene) - Temesvári Rádió (AM 630 kHz, FM 105,9 MHz) (többnyelvű hírek, zene) - West City Radio (FM 88,8 MHz) (hírek, zene) | Televíziós csatornák - Alfa Omega TV (román nyelvű keresztény témájú műsorok) - SUD VEST TV - Tele Europa Nova Timișoara - TVR Timișoara |

## Sport

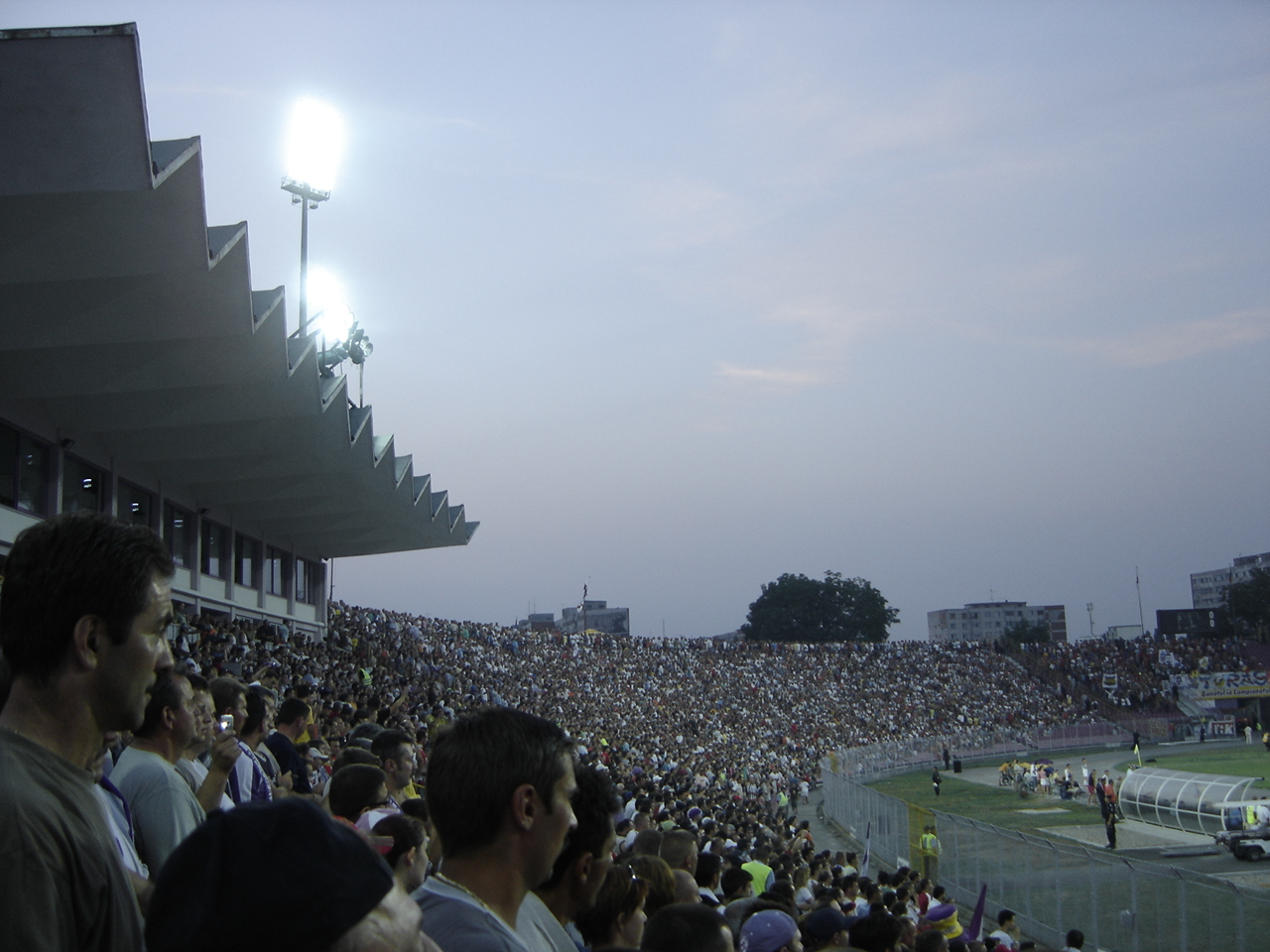
Dan Păltinişanu-stadion

Temesvárott a labdajátékok a legelterjedtebbek.
1899-ben itt játszották le Románia mai területén az első labdarúgó mérkőzést. Az 1910-ben alapított Temesvári Kinizsi SE hatszor volt Románia bajnoka. 1928-ban Temesváron jött létre az első román hivatásos labdarúgócsapat, a Ripensia. Négyszer nyerte meg Románia bajnokságát és kétszer volt kupagyőztes.
Ma a labdarúgásban két csapat emelkedik ki. A legismertebb az 1921 óta létező FC Politehnica Timișoara, amely a Dan Păltinişanu-stadionban lép fel, a másik az 1933-ban alapított CFR Timișoara.
Kosárlabdában is két csapat emelkedik ki: a BC Elba Timișoara férfi és a CSȘ Bega Timișoara női csapat.
A városban egy rögbi- (RCM Universitatea de Vest Timișoara) és egy kézilabdacsapat (CSU Politehnica Timișoara) is működik.
A labdajátékokon kívül sakkozásra, úszásra, sportlövészetre, karatézásra, evezésre stb. is lehetőség van a különböző sportegyesületekben.

## Testvérvárosok
Temesvár az alábbi településekkel áll testvérvárosi viszonyban:
| - Sassari, 1990 - Faenza, 1991 - Mulhouse, 1991 - Karlsruhe, 1992 - Rueil-Malmaison, 1993 - Nagybecskerek, 1995 Gera, 1998 - Szeged, 1998 | - Treviso, 2003 - Cancún, 2004 - Újvidék, 2005 - Palermo, 2005 - Sencsen, 2007 - Nottingham, 2009 |

## Fordítás
- Ez a szócikk részben vagy egészben az Timișoara című román Wikipédia-szócikk ezen változatának fordításán alapul.  Az eredeti cikk szerkesztőit annak laptörténete sorolja fel. Ez a jelzés csupán a megfogalmazás eredetét és a szerzői jogokat jelzi, nem szolgál a cikkben szereplő információk forrásmegjelöléseként.
- Ez a szócikk részben vagy egészben az Timișoara című német Wikipédia-szócikk ezen változatának fordításán alapul.  Az eredeti cikk szerkesztőit annak laptörténete sorolja fel. Ez a jelzés csupán a megfogalmazás eredetét és a szerzői jogokat jelzi, nem szolgál a cikkben szereplő információk forrásmegjelöléseként.
- Ez a szócikk részben vagy egészben az Timișoara című angol Wikipédia-szócikk ezen változatának fordításán alapul.  Az eredeti cikk szerkesztőit annak laptörténete sorolja fel. Ez a jelzés csupán a megfogalmazás eredetét és a szerzői jogokat jelzi, nem szolgál a cikkben szereplő információk forrásmegjelöléseként.

### Könyvek
- Csorba Csaba – Marosi Endre – Firon András: Vártúrák Kalauza III. Budapest: Sport. 1983.   589–591. o.
- Cuțara, Alexandru: Timișoara – an artistic monograph / Timișoara – monographie artistique. Temesvár: Amarcord. 1999.  ISBN 9739244580  (angol és francia nyelven)
- Jancsó Árpád: Temesvár vízerőműve: Működő műszaki műemlékünk. Kolozsvár: Erdélyi Múzeum-Egyesület. = Tudomány és technikatörténeti füzetek,  ISBN 9786068178073
- Kiss Gábor: Erdélyi várak, várkastélyok. Bp: Panoráma. 1987.   424–434. o. ISBN 9632432339
- Miski György: Erdély – demográfiai és statisztikai adattár. Erdélyi és Erdélyen kívüli települések ismertetése. (hely nélkül): Arcanum CD. 2001.
- Pintye Tamás: Barangolás Tündérországban. Győr: (kiadó nélkül). 2007.  ISBN 963-87415-1-1
- Szekernyés János: A temesvár-erzsébetvárosi Jézus Szíve-templom. Temesvár: Solness. 2006.  ISBN 978-973-729-072-4
- Temesvár: A bevezető szöveget irta: Al. Jebeleanu. Bukarest: Meridiane. 1964.  = Romániai városok és tájak,   (album)

### Cikkek
- Módos Péter – Borsi-Kálmán Béla:  A legurbánusabb város (beszélgetés Szekernyés Jánossal, temesvári íróval, művészettörténésszel).  Európai utas,  XVII. évf.  1. sz. (2006)   50–55. o. arch Hozzáférés: 2011. december 6. (Hozzáférés: 2011. december 6.)
- Módos Péter – Borsi-Kálmán Béla:  Összetartó közösség (beszélgetés Gheorghe Ciuhandu-val, Temesvár polgármesterével).  Európai utas,  XVII. évf.  1. sz. (2006)   56–57. o. arch Hozzáférés: 2011. december 6. (Hozzáférés: 2011. december 6.)
- Módos Péter – Borsi-Kálmán Béla:  Egy „közbeeső” világban (beszélgetés Victor Neumann történésszel).  Európai utas,  XVII. évf.  1. sz. (2006)   58–59. o. arch Hozzáférés: 2011. december 6. (Hozzáférés: 2011. december 6.)
- Módos Péter – Borsi-Kálmán Béla:  Menekültekből őslakosok (beszélgetés Miodrag Milin történésszel).  Európai utas,  XVII. évf.  1. sz. (2006)   62–63. o. arch Hozzáférés: 2011. december 6. (Hozzáférés: 2011. december 6.)
- Módos Péter – Borsi-Kálmán Béla:  A város büszke ránk (beszélgetés Dumitru Șerban-nal, a temesvári Nyugati Egyetem Képzőművészeti Karának dékánjával).  Európai utas,  XVII. évf.  1. sz. (2006)   64–65. o. arch Hozzáférés: 2011. december 6. (Hozzáférés: 2011. december 6.)

### Weboldalak
- Temesvár, Erdélyi Magyar Adatbank (magyar)
- Temesvár, Temesvári műemlékek a Romániai magyar lexikonban (magyar)
- Temesvár, Erdélyi Közérdekű Adatbázis (magyar) archívja
- Czuczor Gergely, Fogarasi János: A magyar nyelv szótára. – 1862.
- Szekeres Lukács Sándor: Székely Mózes Erdély székely fejedelme
- A temesvári dohánygyár története (dohanymuzeum.hu)
- A temesvári dohánybeváltó
- Varga adatbank
- Csiky Gergely Állami Magyar Színház (magyar, román, angol)
- Temesvár éghajlata
- Temesvár infó
- TemesváriHírek.ro
- Temesvár Repülőtere

#### Konzulátusok címe
- Olasz konzulátus
- Osztrák konzulátus
- Német konzulátus
- Holland konzulátus
- Szerb konzulátus
- Indiai konzulátus
- Svéd konzulátus
- Cseh konzulátus
- Magyar konzulátus

#### Egyetemek
- Temesvári Nyugati Tudományegyetem (angol nyelven). www.uvt.ro. (Hozzáférés: 2011. december 5.)
- Műszaki Egyetem (angol nyelven). www.upt.ro. [2011. december 16-i dátummal az eredetiből archiválva]. (Hozzáférés: 2011. december 5.)
- Victor Babeş Orvostudományi és Gyógyszerészeti Egyetem (angol nyelven). www.umft.ro. [2012. február 25-i dátummal az eredetiből archiválva]. (Hozzáférés: 2011. december 5.)
- Bánsági Agrártudományi és Állatorvosi Egyetem (román nyelven). www.usab-tm.ro. (Hozzáférés: 2011. december 5.)
- Dimitrie Cantemir Egyetem (román nyelven). www.ucdctm.ro. [2011. december 2-i dátummal az eredetiből archiválva]. (Hozzáférés: 2011. december 5.)
- Tibiscus Egyetem (román nyelven). www.tibiscus.ro. (Hozzáférés: 2011. december 5.)
- Mihai Eminescu Egyetem (román nyelven). www.umet.ro. [2011. december 2-i dátummal az eredetiből archiválva]. (Hozzáférés: 2011. december 5.)